# 曾邦元
曾邦元（1941年—），江苏宜兴人，中华人民共和国政治人物。

## 生平
1964年毕业于南京大学数学系，留系任政治辅导员，并任系团总书记。 是南京大学数学系教师。1966年8月27日“南京大学八·二七革命串联会”成立时被选为负责人。 12月南京八·二七革命串联会成立时也是领导人之一。 1967年3月13日南京大学革命委员会成立时任副主任。:441 江苏省革命委员会成立时任常委。
曾邦元1976年组织了“登攀”派，成员有江苏省革委会委员、常委，南京市及江苏省内各单位人员。 后中國官方指控：“华林森、曾邦元、孔庆荣等人结成了一个内外配合、上下呼应、搞乱江苏、篡党夺权的帮派‘同盟’。”
1979年12月被判有期徒刑十六年，剥夺政治权利五年。